# トマーシュ・フボチャン
トマーシュ・フボチャン（スロバキア語: Tomáš Hubočan、1985年9月17日 -）は、スロバキア・ジリナ出身の元サッカー選手。現役時代のポジションはDF。

## 経歴

### クラブ
MŠKジリナのユースでサッカーを始める。2006年1月から6月まではズラテー・モラフツェにレンタル移籍をした。レンタル終了後にMŠKジリナに戻り2006-07シーズンにはレギュラーとして出場しリーグ優勝に貢献した。
2008年2月11日、ロシアのFCゼニト・サンクトペテルブルクに移籍金380万ユーロの3年契約で移籍した。ゼニトではイヴィツァ・クリジャナツ、ニコラス・ロンバーツが負傷していたが、足がかりを得る事は出来なかった。2008年9月30日、UEFAチャンピオンズリーグのレアル・マドリード戦(1-2)では前半の4分にオウンゴールで得点を許した。その年はリーグ戦で11試合の出場に出場し翌シーズンも11試合に出場した。
2009年12月、イタリア人のルチアーノ・スパレッティがゼニトの監督に就任。2010年、トレーニングキャンプで2得点を挙げ注視を引く。リーグ戦は左SBで出場。2010年9月30日、UEFAヨーロッパリーグのAEKアテネFC戦でゼニト移籍後初となる得点を決めた。シーズン終了後に発表されたロシアリーグ最優秀選手33では左サイドバック部門で1位を獲得した。2011-12シーズンはセンターバックとして出場。リーグ終盤にはブルーノ・アルヴェスに代わってスタメンで出場した。
2016年7月8日、フランスのオリンピック・マルセイユへ完全移籍。8月14日のトゥールーズFC戦でCBとして出場しリーグ・アンデビューを果たした。しかしロランドとドリアの両CBからポジションを奪えず左SBとして起用される機会が増加。シーズン後半戦にはパトリス・エヴラが加入したため1試合の出場に終わり、リザーブチームでも試合に出場した。
2017年9月7日、トルコのトラブゾンスポルへレンタル移籍。
2019年9月4日、オモニア・ニコシアに1年契約で移籍。

### 代表
2007年11月21日、サンマリノとの試合でスロバキア代表デビューを果たした。2010年以後はコンスタントに出場している。

## タイトル

### クラブ
MŠKジリナ
- ツォルゴン・リーガ ： 2003-04, 2006-07
- スロバキア・スーパーカップ ： 2007

ゼニト・サンクトペテルブルク
- ロシア・スーパーカップ ： 2008, 2011
- ロシア・カップ ： 2010
- ロシア・プレミアリーグ ： 2010, 2011-2012

オモニア・ニコシア
- キプロス・ファーストディビジョン ： 2020-21
- キプロス・カップ ： 2021-22

### 個人
- ロシアリーグ最優秀選手33 ： No.1(2010 LSB), No.2 2012 RCB